# Apocephalus spinosus
Apocephalus spinosus är en tvåvingeart som beskrevs av Brown 1997. Apocephalus spinosus ingår i släktet Apocephalus och familjen puckelflugor. Inga underarter finns listade i Catalogue of Life.